# Antagonist (biochemie)

Structuur van atropine, een acetylcholinereceptorantagonist die toegepast wordt als tegengif bij sommige vergiftigingen en voor pupilverwijding in de oogheelkunde.

Structuur van naltrexon, een endorfinereceptorantagonist die gebruikt wordt om de gevolgen van overdoseringen met opioiden te onderdrukken.

Een antagonist is een stof die zich bindt aan een receptor zonder een biologische respons op te roepen, en daarmee de werking van een agonist dempt of bij verzadiging van de receptor zelfs verhindert. Zoals een agonist een respons veroorzaakt, blokkeert een antagonist die respons. 

## Werkingsmechanismen
Receptoren zijn eiwitten in het celmembraan, het cytoplasma of de celkern, waaraan een specifiek signaalmolecuul, de agonist, kan binden. Receptoren kunnen signalen van binnen of buiten de cel doorgeven: wanneer een agonist aan een receptor bindt, kan de receptor een cellulaire respons op gang brengen. Een antagonist kan de locatie op de receptor bezetten waar de agonist zou binden of hij kan zich binden aan een andere locatie, waar hij het functioneren van de receptor beïnvloedt. Zodoende treedt een antagonist niet direct op tegen de agonist, maar vermindert of verhindert wel diens werking.
Er worden diverse typen antagonismen omschreven, die verschillen in de wijze waarop en mate waarin zij optreden. Enkele daarvan zijn:
- Competitief: de vorm van antagonisme waarbij de hoeveelheid antagonisten bepalend is voor de mate van onderdrukking van respons. Naarmate er meer antagonisten zijn, zal de werking van agonisten sterker worden onderdrukt. Er zijn dan meer agonisten nodig om de maximale respons van een receptor te bereiken.
- Non-competitief: Er is geen directe relatie tussen de hoeveelheid antagonisten en de mate waarin de respons wordt onderdrukt. Hierbij wordt niet de mate van de respons beïnvloed, maar wordt de maximale respons beperkt.

## Medische toepassingen
Een paar voorbeelden van antagonisten die in de geneeskunde toegepast kunnen worden zijn:
- bètablokkers als adrenerge receptorantagonist gebruikt bij de behandeling van hart- en vaatziekten;
- antipsychotica als dopaminereceptorantagonisten;
- atropine als acetylcholinereceptorantagonist gebruikt als tegengif bij bijvoorbeeld een muscarinevergiftiging;
- naloxon als endorfinereceptorantagonist gebruikt tegen de gevolgen van een overdosis heroine;
- cyproteronacetaat als testosteronreceptorantagonist toegepast voor "chemische castratie".